# Caterina (Dogaressa)
Caterina, auch Caterina Dandolo († nach 1280 in Venedig), war durch die Ehe mit dem Dogen Giovanni Dandolo ab seiner Wahl vom 25. März 1280 zum Dogen für eine unbekannte Dauer Dogaressa der Republik Venedig. Weder ihr Familienname ist überliefert, noch kann der Vorname als sicher überliefert gelten. Nur über den Amtseid des Dogen lässt sich erschließen, dass bei den Einschränkungen, die dem Dogen auferlegt wurden, etwa dem Verbot, Venedig zu verlassen, auch die Dogaressa erste Eingriffe in ihre Rechte hinnehmen musste. Diese bezogen sich auf ihre wirtschaftlichen Tätigkeiten, aber auch auf den rituellen Geschenkverkehr.

## Leben
Zu einem unbekannten Zeitpunkt heiratete eine namentlich nicht überlieferte Frau den späteren Dogen Giovanni Dandolo. Sie stammte aus keiner der einflussreichen Familien der nobili, des Patriziats, was äußerst selten vorkam. Das Paar hatte mindestens drei Kinder, nämlich Andrea, Giovanni und Marco. Ein weiterer Sohn namens Enrico und eine Tochter namens Maria erscheinen nur in sehr viel jüngeren Quellen. Zeitpunkt und Umstände von Caterinas Tod sind unbekannt. In der Liste der Dogaresse in Marcello Brusegans Werk I personaggi che hanno fatto grande Venezia aus dem Jahr 2006 (S. 458) trägt sie nur den Namen „Caterina“.
Pompeo Gherardo Molmenti erwähnt die Ehefrau des Dogen Giovanni Dandolo gar nicht, und in der von ihm aufgeführten Liste aus dem 18. Jahrhundert taucht sie gleichfalls nicht auf. Bei Holly S. Hurlburt erscheint sie nur unter dem Familiennamen ihres Ehemanns als „Dandolo“ (S. 189).
Allerdings erscheint die Familie insgesamt und ausdrücklich die Dogaressa im Amtseid des Dogen, der promissione ducale. Dabei handelt es sich um Einschränkungen der wirtschaftlichen Tätigkeiten der nächsten Verwandten Giovanni Dandolos. So wurden die Dogaressa und ihre Nachkommen dazu veranlasst, selbst einen Eid abzulegen. Darin durfte die Familie zwar in eine colleganza, eine für Venedig typische Gesellschaftsform, investieren, aber in diesem Fall durfte sie nichts in Getreide, Wein oder Salz anlegen, auch nicht innerhalb Venedigs. Zudem durfte die Dogaressa ausdrücklich nur Geschenke in Form von Esswaren annehmen, und nur so viel, wie sie essen konnte („ad comedendum“). Damit spielte „Caterina“ für den formalen Zuschnitt des Dogaressa-Amtes, das im Laufe der Zeit immer stärker in die Staatsrituale und -repräsentationsformen eingebunden wurde, eine wesentliche Rolle.